# Комельков, Михаил Сергеевич
Михаи́л Серге́евич Комелько́в (12 апреля 1923 года — 25 апреля 2003 года) — советский военный лётчик, полковник Советской Армии, участник Великой Отечественной войны. Герой Советского Союза (1945).

## Биография
Родился 12 апреля 1923 года в деревне Кедрово ныне Лесной район Тверской области в крестьянской семье.
С 1937 года проживал в Ленинграде. Учился в машиностроительном техникуме торгового оборудования.
В РККА с 1938 года. В 1940 году окончил Чугуевскую военно-авиационную школу. В боях Великой Отечественной войны с июня 1941 года. В октябре 1941 года был ранен, после лечения был направлен прохождения службы в запасной авиационный полк, подготовил сто семьдесят одного лётчика.
С 1943 года вновь на фронте в составе 100-го гв. иап. Прошёл все бои Кубанской операции (с 17 марта по 20 августа 1943 года), в этом же году вступил в ВКП(б). К окончанию войны совершил 321 успешный боевой вылет, в 75 воздушных боях сбил 40 самолётов противника: 33 лично и 7 в группе.
Указом Президиума Верховного Совета СССР от 27 июня 1945 года за образцовое выполнение боевых заданий и проявленные при этом мужество и героизм заместителю командира 104-го гвардейского истребительного авиационного полка 9-й гвардейской истребительной авиационной дивизии 6-го гвардейского истребительного авиационного корпуса 2-й Воздушной армии гвардии капитану М. С. Комелькову присвоено звание Героя Советского Союза.
В 1956 году окончил Военно-воздушную академию СССР. С 1961 года в запасе.
Умер в 2003 году в Санкт-Петербурге. Похоронен на Никольском кладбище Александро-Невской лавры.

Могила Комелькова на Никольском кладбище Александро-Невской лавры в Санкт-Петербурге.

## Награды
- Медаль «Золотая Звезда» № 6600;
- орден Ленина;
- четыре ордена Красного Знамени;
- орден Александра Невского;
- два ордена Отечественной войны I степени;
- орден Красной Звезды;
- медали СССР, в том числе:

медаль «За боевые заслуги».